# FK Šumadija 1903
FK Šumadija 1903 (Servisch: Фк Шумадија 1903) was een Servische voetbalclub uit de stad Kragujevac.

## Geschiedenis
De club werd op 27 september 1903 opgericht door Danilo Stojanović "Čika Dača". Hij werd in 1877 geboren en had voetbal leren kennen in Duitsland. Toen hij naar Kragujevac verhuisde, gaf hij les in een school en leerde de studenten het voor hen nog onbekende balspel. Hierna richtte hij de club Šumadija. Het was hiermee de tweede oudste club van het Koninkrijk Servië, na Soko uit de hoofdstad Belgrado. In 1901 werd wel Bačka in Subotica opgericht, maar deze stad behoorde op dat moment tot het Oostenrijk-Hongaarse keizerrijk.
De eerste officiële wedstrijd werd gespeeld op 23 april 1904 tussen het eerste en het tweede elftal van de club voor een groot aantal toeschouwers. Diezelfde dag vond ook in Belgrado de eerste wedstrijd van Soko plaats. Nadat de club op 13 november 1911 met 8-1 van BSK Beograd verloor, leek de toekomst van de club gedoemd, maar dankzij de voorzitter "Čika Dača" gingen de spelers toch door.
Šumadija speelde nooit een grote rol in het Joegoslavische of Servische competitievoetbal en speelde nooit in de hoogste klasse. In 2001 waren er plannen om de club toch groots te maken maar dit mislukte. In 2007 werd Šumadija wel kampioen in de vierde klasse en promoveerde zo.
In 2009 fuseerde de club met FK Radnički Kragujevac tot FK Šumadija Radnički 1923 dat een seizoen later verderging als FK Radnički 1923 Kragujevac.